# Cross (serie de televisión)
Cross (en hangul, 크로스; romanización revisada, Keuroseu) es una  serie de televisión surcoreana de thriller médico  transmitida del 29 de enero del 2018 hasta el 20 de marzo del 2018 por TVN.

## Sinopsis
Un talentoso joven estudia medicina motivado por el deseo de vengar a su padre, quien fue brutalmente asesinado hace quince años.

## Elenco

### Personajes principales
- Go Kyung-pyo como Kang In-gyu, un genio médico residente de primer año trabajando en el departamento de trasplante de órganos del Sunrim Hospital, quien se graduó en como el primero de su clase en toda la escuela de medicina y pasó su examen para obtener su de médico con una puntuación perfecta.
- Cho Jae-hyun como Go Jung-hoon, un mundialmente reconocido experto en trasplantes de hígado y director del centro de trasplante de órganos.
- Jeon So-min como Go Ji-in, la coordinadora de trasplantes de órganos, que además es la única hija de Jung-hoon.

### Personajes secundarios
- Kim Ji-han, como Lee Joo-hyuk

Un especialista en trasplante de órganos.
- Yang Jin-sung como Son Yeon-hee.

La hija del director del hospital. Ella es una médica internista de primer año especialista en maternidad.
- Jang Gwang como Son Young-shik.
- Kim Jong goo como Lee Sang-hoon.
- Heo Sung-tae como Kim Hyung-beom.
- Woo Hyun como Noh Jong-il.
- Yoo Seung-mok como Baek Ji-nam.

### Apariciones especiales
- Lee Han-wi como un neurólogo.

## Episodios
La serie estuvo conformada por 16 episodios, los cuales fueron transmitidos todos los lunes y martes a las 21:30 KST 

## Banda sonora

### Parte 1
| Released on 2018 de febrero del 06 |                   |            |          |  |
| N.º                                | Título            | Artista    | Duración |  |
| 1.                                 | «I Swear»         | SALTNPAPER | 04:49    |  |
| 2.                                 | «I Swear» (Inst.) |            | 04:49    |  |

### Parte 2
| Released on 2018 de febrero del 13 |                          |         |          |  |
| N.º                                | Título                   | Artista | Duración |  |
| 1.                                 | «Thousand Times»         | Samuel  | 03:36    |  |
| 2.                                 | «Thousand Times» (Inst.) |         | 03:36    |  |

### Parte 3
| Released on 2018 de febrero del 20 |                     |             |          |  |
| N.º                                | Título              | Artista     | Duración |  |
| 1.                                 | «Childhood»         | Choi Go-eun | 03:45    |  |
| 2.                                 | «Childhood» (Inst.) |             | 03:45    |  |

### Parte 4
| No. | Título                       | Letra      | Música        | Artista | duración |
| --- | ---------------------------- | ---------- | ------------- | ------- | -------- |
| 1.  | "Only I'm Alone" (나만 혼자) | Lee Ha-jin | POPKID, Dingo | GB9     | 03:26    |
| 2.  | "Only I'm Alone" (Inst.)     |            | POPKID, Dingo |         | 03:27    |

### Parte 5
| No. | Título                                      | Letra    | Música                 | Artista                | L     |
| --- | ------------------------------------------- | -------- | ---------------------- | ---------------------- | ----- |
| 1.  | "I Want You And I Need You" (원하고 바래요) | minGtion | minGtion, Kim Yeon-seo | Taeha, Ahin (Momoland) | 03:20 |
| 2.  | "I Want You And I Need You" (Inst.)         |          | minGtion, Kim Yeon-seo |                        | 03:20 |

## Audiencia
En azul la audiencia más baja y en rojo la más alta, correspondientes a las empresas medidoras TNms y AGB Nielsen.
| Ep.      | Fecha de emisión Original | promedio de participación de audiencia | promedio de participación de audiencia | promedio de participación de audiencia | promedio de participación de audiencia |
| Ep.      | Fecha de emisión Original | AGB Nielsen                            | AGB Nielsen                            | TNmS                                   |                                        |
| Ep.      | Fecha de emisión Original | A nivel nacional                       | Seúl                                   | TNmS                                   |                                        |
| -------- | ------------------------- | -------------------------------------- | -------------------------------------- | -------------------------------------- | -------------------------------------- |
| 1        | 29 de enero de 2018       | 3.877 %                                | 4.601 %                                | 3.7 %                                  |                                        |
| 2        | El 30 de enero de 2018    | 3.930 %                                | 4.405 %                                | 3.9 %                                  |                                        |
| 3        | El 5 de febrero de 2018   | 4.493 %                                | 5.167 %                                | 4.4 %                                  |                                        |
| 4        | El 6 de febrero de 2018   | 4.733 %                                | 4.999 %                                | 4.1 %                                  |                                        |
| 5        | 12 de febrero de 2018     | 4.257 %                                | 5.236 %                                | 3.6 %                                  |                                        |
| 6        | 13 de febrero de 2018     | 4.575 %                                | 5.195 %                                | 4.0 %                                  |                                        |
| 7        | 19 de febrero de 2018     | 3.224 %                                | 3.650 %                                | 3.6 %                                  |                                        |
| 8        | 20 de febrero de 2018     | 4.194 %                                | 5.141 %                                | 3.6 %                                  |                                        |
| 9        | 26 de febrero de 2018     | 3.224 %                                | 3.615 %                                | 3.2 %                                  |                                        |
| 10       | 27 de febrero de 2018     | 3.671 %                                | 4.244 %                                | 3.7 %                                  |                                        |
| 11       | 5 de marzo de 2018        | 3.181 %                                | 3.870 %                                | 2.9 %                                  |                                        |
| 12       | El 6 de marzo de 2018     | 3.421 %                                | 4.009 %                                | 4.0 %                                  |                                        |
| 13       | El 12 de marzo de 2018    | 3.103 %                                | 3.833 %                                | 2.9 %                                  |                                        |
| 14       | 13 de marzo de 2018       | 3.398 %                                | 3.722 %                                | 3.5 %                                  |                                        |
| 15       | 19 de marzo de 2018       | 3.292 %                                | 3.964 %                                | 3.4 %                                  |                                        |
| 16       | 20 de marzo de 2018       | 4.222 %                                | 5.034 %                                | 4.2 %                                  |                                        |
| Promedio | Promedio                  | 3.799 %                                | 4.417 %                                | 3.7 %                                  |                                        |

este drama se emitió a través de un canal de cable los cuales generalmente obtienen rangos de audiencia relativamente bajos en comparación con aquellos dramas emitidos en un canal público.

## Producción
La serie fue conocida anteriormente como Cross: God's Gift (en hangul, 크로스: 신의 선물)).
Previamente el actor Go Kyung Pyo y Yang Jin-sung trabajaron juntos en la serie Chicago Typewriter transmitida en el 2017.
La primera lectura del guion se celebró a finales de noviembre de 2017 en el Studio Dragon en Sangam-dong.